# Aulus Postumius Albus Regillensis (consul en -496)
Pour les articles homonymes, voir Postumius Albus.
Aulus Postumius Albus Regillensis est un homme politique romain du Ve siècle av. J.-C., dictateur en 499 ou 496 av. J.-C.

## Famille
Il est le père de Spurius Postumius Albus Regillensis, consul en 466 av. J.-C. et décemvir en 451 av. J.-C., et d'Aulus Postumius Albus Regillensis, consul en 464 av. J.-C.

## Biographie

### Guerre contre les Latins

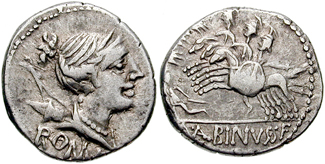
Denarius frappé en 96 av. J.-C. par Aulus Postumius Albinus, lointain descendant du dictateur de 496 av. J.-C. Côté face, la tête de Diane avec ses attributs, l'arc et le carquois. Côté pile, trois cavaliers romains se lancent sur un guerrier ennemi au sol. La scène célèbre la victoire de Régille.

Selon Tite-Live, Aulus Postumius aurait été nommé dictateur en 499 av. J.-C., pour faire face à l'armée des Latins commandés par Octavius Mamilius et Tarquin le Superbe. Il s'adjoint comme maître de cavalerie un des consuls de l'année, Titus Aebutius Helva,. Denys d'Halicarnasse date sa dictature en 496 av. J.-C., alors qu'il est consul avec Titus Verginius Tricostus Caeliomontanus pour collègue,,. Aulus Postumius aurait abdiqué de son consulat et aurait été nommé dictateur afin de prendre en main plus efficacement les opérations militaires face à l'urgence de la situation.
Aulus Postumius affronte les alliés latins des Tarquins sur les bords du lac Régille, sur le territoire de Tusculum. Les Romains remportent la victoire au prix de lourdes pertes : Titus Herminius Aquilinus et Marcus Valerius Volusus Maximus, deux des lieutenants d'Aulus Postumius de rangs consulaires, sont tués durant les combats. Aulus Postumius obtient le surnom de Regillensis et un triomphe qu'il célèbre à Rome.

### Opérations édilitaires

#### Construction du temple de Cérès
Denys d'Halicarnasse donne deux versions aux circonstances différentes pour le vœu à l'origine de la construction du temple. Dans la première, Aulus Postumius fait vœu de construire un temple en l'honneur de Cérès-Déméter, Liber-Dionysos et Libera-Coré quelque temps avant la bataille décisive contre les Latins. Ce vœu a été prononcé par le dictateur en début de campagne, alors qu'il craint de devoir faire face à une disette, les importations de grains ayant ralenti à cause de la guerre. La consultation des livres sibyllins, la première de l'histoire romaine, lui aurait permis de savoir vers quels dieux se tourner,. Par son votum, le dictateur demande que Rome bénéficie d'une moisson abondante pour l'année 496 av. J.-C., et comme en effet, la disette cesse, la construction du temple commence après la fin des opérations militaires. Cette version paraît peu vraisemblable car elle ne s'accorde pas aux usages religieux romains. En effet, la consultation des livres sibyllins entraine des cérémonies expiatoires et Aulus Postumius n'aurait pas eu à formuler de vœu en posant comme condition la fin de la disette.
Dans une deuxième version qui paraît plus plausible, Denys d'Halicarnasse rapporte que le vœu a été prononcé par Aulus Postumius, non pas avant que la campagne ne débute, mais le jour de la bataille, selon un usage religieux typiquement romain. Le dictateur promet alors aux dieux agraires de leur faire édifier un temple à Rome s'ils lui accordent la victoire.
Si le vœu paraît répondre à une menace immédiate de famine, il est possible que ce geste d'Aulus Postumius ait aussi une dimension politico-religieuse. Le temple n'est pas à l'origine lié au conflit des ordres, qui ne commence que quelques années plus tard, et n'a donc pas été construit pour plaire à la plèbe. En dotant Rome d'un sanctuaire dédié à Cérès, Aulus Postumius a peut-être eu l'intention de venir concurrencer des villes latines, comme Cumes ou Lavinium, qui ont vu leur influence s'étendre grâce à des cultes de grande ampleur. À la construction du temple de Cérès, s'ajoutent l'institution des Ludi Romani, qui viennent concurrencer les Feriae Latinae, et la fondation du temple de Castor, qui fait face aux nombreux cultes des Dioscures présents dans le Latium.

#### Construction du temple des Dioscures
Pour remporter la bataille du lac Régille, disputée avec acharnement de part et d'autre, Aulus Postumius fait le vœu de consacrer un temple au dieu qui donnera la victoire aux Romains. Selon Tite-Live, ce vœu s'adresse à Castor, un des Dioscures, selon Denys d'Halicarnasse à la triade Cérès, Liber et Libera, bien que dans un passage précédent, l'auteur antique affirme que ce temple a été voué avant la bataille. La guerre contre les Latins a dû se révéler très risquée et par ces vœux successifs, Aulus Postumius fait appel à plusieurs divinités protectrices des Latins. Le temple des Dioscures promis est consacré par le fils du dictateur en 484 av. J.-C..

### Auteurs antiques
- Tite-Live, Histoire romaine, Livre II, 19-42 sur le site de l'Université de Louvain
- (en) Denys d'Halicarnasse, Antiquités romaines, Livre VI, 1-21 sur le site LacusCurtius

### Auteurs modernes
- (en) T. Robert S. Broughton, The Magistrates of the Roman Republic : Volume I, 509 B.C. - 100 B.C., New York, The American Philological Association, coll. « Philological Monographs, number XV, volume I », 1951, 578 p.
- (fr) Olivier De Cazanove, « Le sanctuaire de Cérès jusqu'à la deuxième sécession de la plèbe », Crise et transformation des sociétés archaïques de l'Italie antique au Ve siècle av. J.-C. Actes de la table ronde de Rome (19-21 novembre 1987), Rome, École Française de Rome,‎ 1990, p. 373-399 (lire en ligne)
- (fr) Raymond Bloch, « Une lex sacra de Lavinium et les origines de la triade agraire de l'Aventin », Comptes rendus des séances de l'Académie des Inscriptions et Belles-Lettres, vol. 98e année, no 2,‎ 1954, p. 203-212 (lire en ligne)